# Buhlen
Buhlen ist einer der kleinsten Ortsteile der Gemeinde Edertal im nordhessischen Landkreis Waldeck-Frankenberg.

## Geographische Lage
Buhlen liegt südöstlich unterhalb von Waldeck im Tal der Netze, einem Nebenfluss der Eder. Durch den Ort führt die Bundesstraße 485.

## Geschichte

### Wasserburg
Um 1333 erbauten die Waldecker Grafen die Burg Buhlen, eine mit Wassergräben umgebene Kemenate. Sie wurde um 1477 an die Herren von Waldenstein verpfändet, und 1556 werden die Herren von Rhena als Pfandbesitzer erwähnt. Im Dreißigjährigen Krieg wurde sie zerstört und danach nicht wieder aufgebaut.

### Ortsgeschichte
1906 fand man beim Bau der B 485 in der Nähe des Ortes Rentiergeweihe. In den 1960er Jahren fand man bei Ausgrabungen eine mittelpaläolithische Siedlungsstätte der Neandertaler im Tal der Netze, die so genannte Jagdstation Buhlen.
Die älteste bekannte schriftliche Erwähnung von „Buchloha“ erfolgte im Jahre 850, als ein Gozmar seine Besitzungen in den sieben im Raum Frankenberg-Waldeck-Wildungen liegenden Dörfern Affoldern, Buhlen (Buochela), Gleichen, Haine, Mehlen, Schreufa und Viermünden dem Kloster Fulda schenkte.
Der Ort wurde noch bis 1655 als Dorf bezeichnet, wurde allerdings im Dreißigjährigen Krieg nahezu vollständig zerstört; 1650 gab es nur noch 4 Häuser. Ab 1655 war der Ort eine gräflich-waldecksche Meierei. Erst 1695 durch ein Edikt des Grafen Christian Ludwig von Waldeck-Wildungen wurde die Meierei wieder zu einem Dorf erhoben und neuen Siedlern wurden kostenlos Grund und Boden sowie Baumaterialien übergeben.
Am 1. Februar 1909 wurde das Teilstück Bad Wildungen–Buhlen der Bahnstrecke Wega–Brilon Wald eröffnet. Seit 1995 fahren auf diesem Abschnitt keine Züge mehr.
Hessische Gebietsreform (1970–1977)
Die bis dahin selbständige Gemeinde Buhlen fusionierte Zum 31. Dezember 1971 im Zuge der Gebietsreform in Hessen mit anderen Gemeinden des Edertales freiwillig zur Großgemeinde Edertal.
Für Buhlen, wie für alle ehemaligen Gemeinden von Edertal, wurden Ortsbezirke mit Ortsbeirat und Ortsvorsteher nach der Hessischen Gemeindeordnung gebildet.

### Verwaltungsgeschichte im Überblick
Die folgende Liste zeigt die Staaten und Verwaltungseinheiten, denen Buhlen angehörte:
- vor 1712: Heiliges Römisches Reich, Grafschaft Waldeck, Amt Waldeck
- ab 1712: Heiliges Römisches Reich, Fürstentum Waldeck, Amt Waldeck
- ab 1807: Fürstentum Waldeck, Amt Waldeck
- ab 1815: Fürstentum Waldeck, Oberamt der Eder
- ab 1816: Fürstentum Waldeck, Oberjustizamt der Werbe
- ab 1849: Fürstentum Waldeck-Pyrmont, Kreis der Eder[Anm. 1]
- ab 1867: Fürstentum Waldeck-Pyrmont (Akzessionsvertrag mit Preußen), Kreis der Eder
- ab 1871: Deutsches Reich, Fürstentum Waldeck-Pyrmont, Kreis der Eder
- ab 1919: Deutsches Reich, Freistaat Waldeck-Pyrmont, Kreis der Eder
- ab 1929: Deutsches Reich, Freistaat Preußen, Provinz Hessen-Nassau, Regierungsbezirk Kassel, Kreis der Eder
- ab 1942: Deutsches Reich, Freistaat Preußen, Provinz Hessen-Nassau, Regierungsbezirk Kassel, Landkreis Waldeck
- ab 1944: Deutsches Reich, Freistaat Preußen, Provinz Kurhessen, Regierungsbezirk Kassel, Landkreis Waldeck
- ab 1945: Deutsches Reich, Amerikanische Besatzungszone, Groß-Hessen, Regierungsbezirk Kassel, Landkreis Waldeck
- ab 1946: Deutsches Reich, Amerikanische Besatzungszone, Hessen, Regierungsbezirk Kassel, Landkreis Waldeck
- ab 1949: Bundesrepublik Deutschland, Hessen, Regierungsbezirk Kassel, Landkreis Waldeck
- ab 1972: Bundesrepublik Deutschland, Hessen, Regierungsbezirk Kassel, Landkreis Waldeck, Gemeinde Edertal
- ab 1974: Bundesrepublik Deutschland, Hessen, Regierungsbezirk Kassel, Landkreis Waldeck-Frankenberg, Gemeinde Edertal

### Bevölkerung
Einwohnerstruktur 2011
Nach den Erhebungen des Zensus 2011 lebten am Stichtag dem 9. Mai 2011 in Buhlen 156 Einwohner. Darunter waren keine Ausländer.
Nach dem Lebensalter waren 18 Einwohner unter 18 Jahren, 63 waren zwischen 18 und 49, 42 zwischen 50 und 64 und 36 Einwohner waren älter.
Die Einwohner lebten in 66 Haushalten. Davon waren 18 Singlehaushalte, 21 Paare ohne Kinder und 21 Paare mit Kindern, sowie 6 Alleinerziehende und 3 Wohngemeinschaften. In 51 Haushalten lebten ausschließlich Senioren und in 141 Haushaltungen leben keine Senioren.
Einwohnerentwicklung
 Quelle: Historisches Ortslexikon
- 1556 17 Familien mit 136 Einwohnern
- 1620: 16 Häuser
- 1650: 4 Häuser
- 1738: 12 Wohnhäuser
- 1770: 12 Häuser, 89 Einwohner

| Buhlen: Einwohnerzahlen von 1770 bis 2020 | Buhlen: Einwohnerzahlen von 1770 bis 2020 | Buhlen: Einwohnerzahlen von 1770 bis 2020 | Buhlen: Einwohnerzahlen von 1770 bis 2020 | Buhlen: Einwohnerzahlen von 1770 bis 2020 |
| --- | ----------------------------------------- | ----------------------------------------- | ----------------------------------------- | ----------------------------------------- |
| Jahr |                                           |                                           |                                           | Einwohner                                 |
| 1770 | 1770                                      |                                           | 89                                        | 89                                        |
| 1800 | 1800                                      |                                           | ?                                         | ?                                         |
| 1834 | 1834                                      |                                           | 154                                       | 154                                       |
| 1840 | 1840                                      |                                           | 146                                       | 146                                       |
| 1846 | 1846                                      |                                           | 146                                       | 146                                       |
| 1852 | 1852                                      |                                           | 153                                       | 153                                       |
| 1858 | 1858                                      |                                           | 134                                       | 134                                       |
| 1864 | 1864                                      |                                           | 143                                       | 143                                       |
| 1871 | 1871                                      |                                           | 151                                       | 151                                       |
| 1875 | 1875                                      |                                           | 147                                       | 147                                       |
| 1885 | 1885                                      |                                           | 139                                       | 139                                       |
| 1895 | 1895                                      |                                           | 111                                       | 111                                       |
| 1905 | 1905                                      |                                           | 99                                        | 99                                        |
| 1910 | 1910                                      |                                           | 133                                       | 133                                       |
| 1925 | 1925                                      |                                           | 143                                       | 143                                       |
| 1939 | 1939                                      |                                           | 177                                       | 177                                       |
| 1946 | 1946                                      |                                           | 246                                       | 246                                       |
| 1950 | 1950                                      |                                           | 238                                       | 238                                       |
| 1956 | 1956                                      |                                           | 206                                       | 206                                       |
| 1961 | 1961                                      |                                           | 212                                       | 212                                       |
| 1967 | 1967                                      |                                           | 214                                       | 214                                       |
| 1980 | 1980                                      |                                           | ?                                         | ?                                         |
| 1990 | 1990                                      |                                           | ?                                         | ?                                         |
| 2000 | 2000                                      |                                           | ?                                         | ?                                         |
| 2011 | 2011                                      |                                           | 156                                       | 156                                       |
| 2015 | 2015                                      |                                           | 151                                       | 151                                       |
| 2020 | 2020                                      |                                           | 155                                       | 155                                       |
| Datenquelle: Historisches Gemeindeverzeichnis für Hessen: Die Bevölkerung der Gemeinden 1834 bis 1967. Wiesbaden: Hessisches Statistisches Landesamt, 1968. Weitere Quellen: LAGIS; Gemeinde Edertal; Zensus 2011 |                                           |                                           |                                           |                                           |

Historische Religionszugehörigkeit
| • 1895: | 111 evangelische (= 100 %) Einwohner                               |
| • 1961: | 191 evangelische (= 90,009 %), 18 katholische (= 8,49 %) Einwohner |

## Persönlichkeiten
- Christian Hertel (1846–1916), deutscher Gutsbesitzer und Politiker, 1891 bis 1913 Bürgermeister von Buhlen
- Karl-Wilhelm Michel (* 1950 in Buhlen), Landwirt und Politiker (CDU)